# Peter Rees, Baron Rees
Peter Wynford Innes Rees, Baron Rees PC, QC (* 9. Dezember 1926; † 30. November 2008) war ein britischer Politiker (Conservative Party).

## Leben und Karriere
1972 bis 1973 war er als Parliamentary Private Secretary von Michael Havers, Baron Havers tätig.
Rees gehörte von 1970 bis 1987 dem House of Commons an. Ab 1987 gehörte er als Life Peer dem Oberhaus an. 1983 bis 1985 diente er als Chief Secretary to the Treasury.